# Török János (keramikus)
Török János (Mezőtúr, 1932. július 11. – Pécs, 1996. szeptember 13.) magyar keramikus, szobrászművész.

## Életpályája
1951–1956 között a Magyar Iparművészeti Főiskola díszítőszobrász szakának kerámia tagozatán tanult; mesterei: Gádor István, Borsos Miklós és Lőrincz István voltak. 1956–1992 között a Zsolnay porcelángyár tervezője, 1972-től művészeti vezetője volt. 1969–1970 között valamint 1973–1974 között részt vett a Siklósi Kerámia Alkotótelep munkájában. 1981-ben a Kecskeméti Nemzetközi Kerámia Stúdió ösztöndíjasaként dolgozott.

### Munkássága
Sok eozinmázas kisplasztikát és plakettet készített. A porcelánfigurák készítése végigkísérte munkásságát. A korai természethű felfogását 1960-tól elvont formálás váltotta fel. Az 1970-es évektől szobrait humoros, karikírozó ábrázolás jellemezte. A figurális plasztikák mellett gyári tervezőként érmeket, nagyméretű dísztárgyakat, emléktárgyakat tervezett.

## Kiállításai
| - 1963, 1972, 1998 Pécs - 1991 Mohács | - 1959, 1975, 1983 Budapest - 1968, 1972, 1974-1975, 1978-1988 Pécs - 1979 Kecskemét - 1982 Hódmezővásárhely - 1984 Zágráb - 1987 Meißen |

## Művei
- Hárfázó
- Gondolkodó
- Házaspár
- Anya gyermekével
- Furulyázó

## Köztéri művei

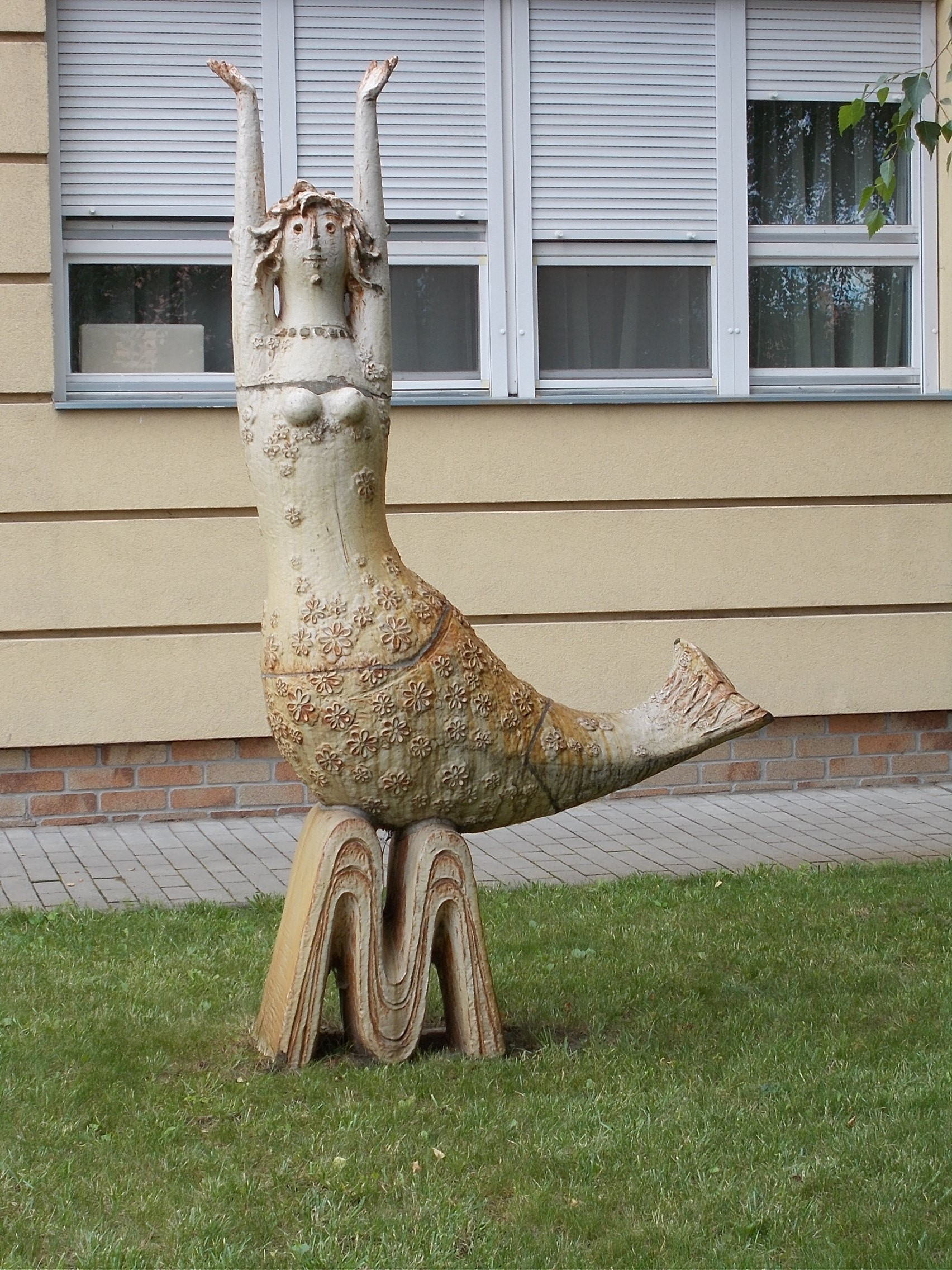
Sellő (1975)

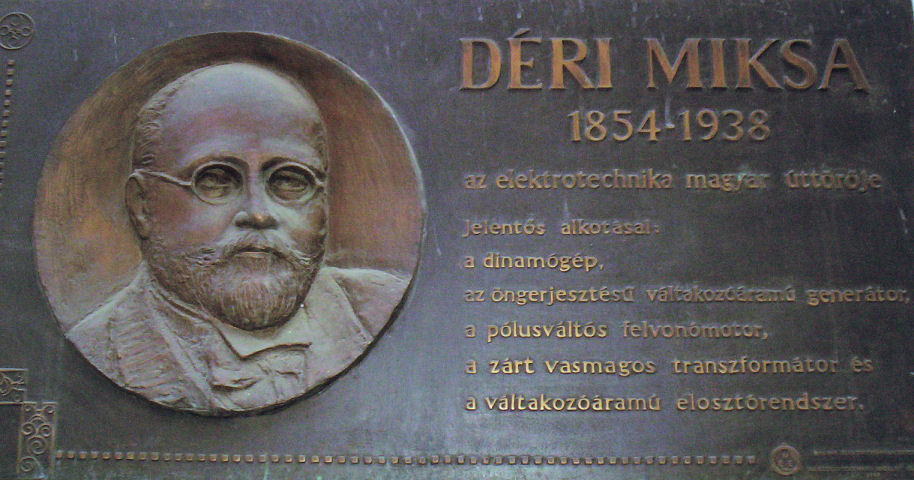
Déri Miksa domborműves emléktáblája

- díszkút (mázas pirogránit, 1958, Pécs, Tettye)
- szökőkút (pirogránit, 1958, Harkány)
- falikép (kerámia, 1966, Pécs, Orvostudományi Egyetem)
- fríz (kerámia, 1968, Komló-Felsőplató, Általános Iskola)
- domborművek (pirogránit, 1969, Budapest, Középülettervező Vállalat)
- Sellő (mázas kerámia, 1975, Jászapáti, Mezőgazdasági Szakközépiskola)
- Déri Miksa (bronz dombormű, 1995, Pollack Mihály Műszaki Főiskola)

## Díjai
- Az Év legszebb terméke díj (1962-1964)
- I. Országos Kerámia Kiállítás I. díja (Pécs, 1974)
- Budapesti Nemzetközi Vásár, asztali porcelánkészlet, ezüst érem (1981)
- SZOT-díj (1986)